# アルファドライブ
株式会社アルファドライブは、コンサルティング・ソリューションカンパニー。
2018年の創業以来、企業内の新規事業開発や組織活性化、変革人材の育成などを手がける。
2019年より株式会社ユーザベースの100%子会社となり、NewsPicksとの法人向け共同事業「AlphaDrive/NewsPicks」を推進。

## 沿革
- 2018年（平成30年）2月 - 株式会社アルファドライブ設立（※設立年月日：2018年2月23日）
- 2018年（平成30年）7月 - 東京都千代田区永田町2丁目に本社を移転
- 2018年（平成30年）9月 - 代表取締役の麻生要一がNewsPicks執行役員に就任[1]
- 2018年（平成30年）9月 - NewsPicks for Businessがスタート
- 2019年（令和元年）7月 - 高知県土佐町にアルファドライブ高知を設立[2]
- 2019年（令和元年）11月 - 株式会社ユーザベースに対して発行済全株式を売却し、100%子会社としてユーザベースグループへ参画[3]
- 2019年（令和元年）11月 - NewsPicksとの法人向け共同事業をスタート
- 2020年（令和2年）3月 - AlphaDrive Studio（ADS）開設
- 2020年（令和2年）5月 - 新規事業育成プログラム「think beyond」開催[4]
- 2021年（令和3年）10月 - NewsPicksとの共同事業をリブランディング（AlphaDrive/NewsPicks）[5]
- 2021年（令和3年）11月 - 100%子会社として株式会社UNIDGE設立[6]
- 2022年（令和4年）1月 - 林亜季が株式会社アルファドライブ執行役員に就任[7]

## 事業概要
- 新規事業開発・次世代⼈材育成・組織活性化のソリューション提供
- ユーザベースグループの資産を活かしたSaaS開発

## 主な取扱商品
- Incubation Inside - 社内新規事業に特化した情報メディア
- Incubation Suite - 新規事業開発SaaS
- Incubation Prototype - 新規事業向けプロトタイプ開発支援サービス
- NewsPicks Enterprise - 企業向け学びとつながりのプラットフォーム
- NewsPicks Premium 法人契約プラン- 法人向けNewsPicks
- NewsPicks Creations - 共創コミュニティ支援サービス
- NewsPicks Learning - 次世代リーダー向け動画学習プラットフォーム
- NewsPicks +d - ドコモユーザー限定の経済メディアサービス

## 主な出版物
- 『新規事業の実践論』（麻生要一 著／NewsPicksパブリッシング／2019年）

## 関連会社
- 株式会社ユーザベース
- 株式会社ニューズピックス
- 株式会社アルファドライブ高知
- 株式会社UNIDGE